# Bonner Jazzchor

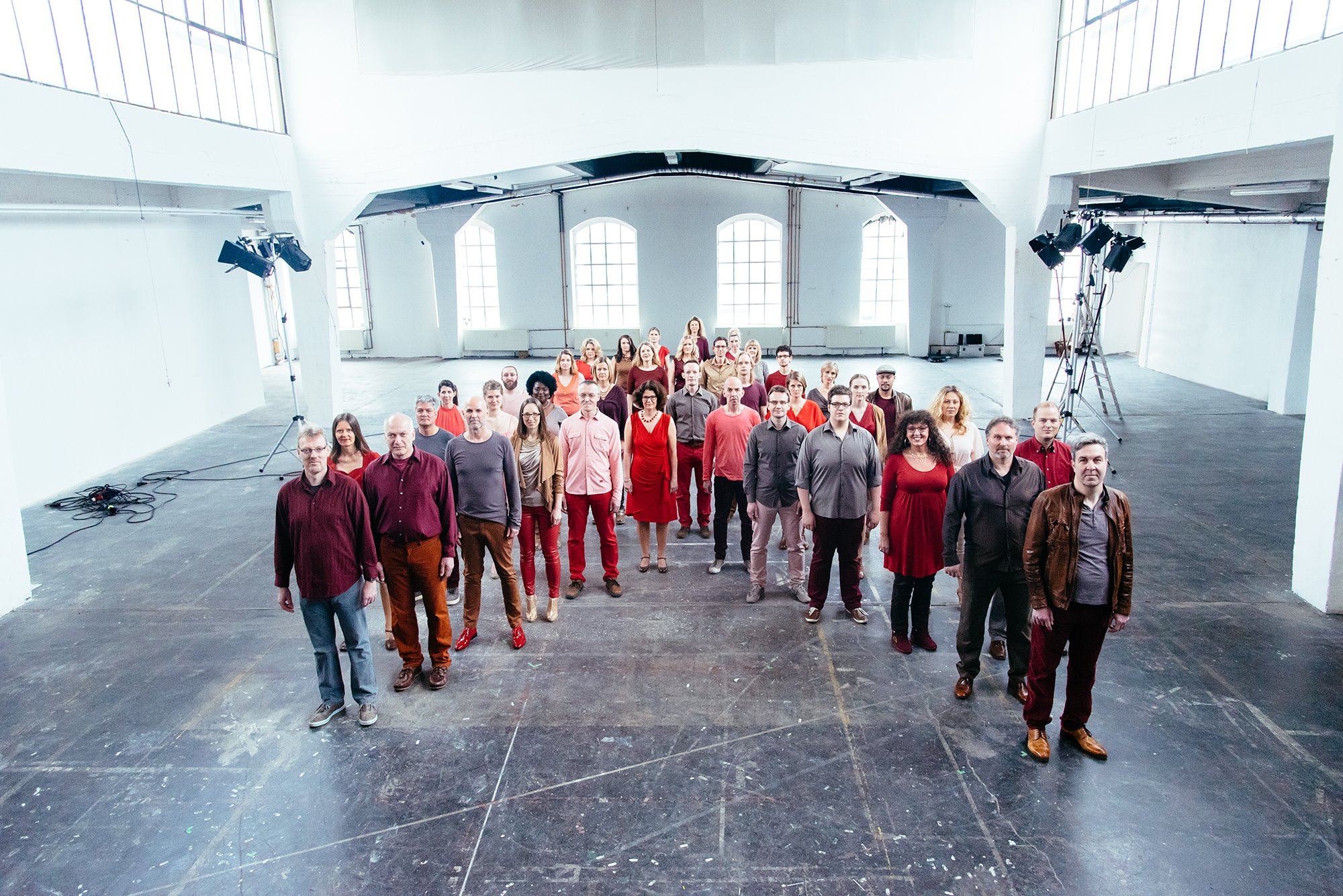
Bonner Jazzchor (2016)

Der Bonner Jazzchor wurde im Jahre 2003 gegründet. Der Bonner Jazzchor ist Preisträger der Chorwettbewerbe Deutsches Chorfest 2008, Aarhus Vocal Festival 2009 und 2011, Deutscher Chorwettbewerb 2010 und 2014 und hat mit „Bottle this moment“ 2013 sein Debütalbum veröffentlicht.
Der Bonner Jazzchor hat sich mit seinen 45 Sängerinnen und Sängern dem Vocal Jazz Pop verschrieben. Im Repertoire sind Jazz- und Swing-Standards genauso wie Singer-Songwriter-Balladen, grooviger Funk und Arrangements deutscher Volksmusik.

## Auszeichnungen
- 2010 – 3. Preis beim 8. Deutschen Chorwettbewerb in Dortmund
- 2011 – 2. Platz beim internationalen Chorwettbewerb beim Aarhus Vocal Festival
- 2011 und 2013 - „Meisterchor“-Titel beim Sing- und Swingfestival
- 2013 – 1. Platz beim Landes-Chorwettbewerb NRW
- 2014 – 2. Preis beim 9. Deutschen Chorwettbewerb in Weimar

## Diskografie
- 2013: Bottle this moment
- 2017: Take Me Outside